# Clown and Sunset
Clown and Sunset (stylisé Clown & Sunset) est un label discographique indépendant américain, basé à New York, actif entre 2009 et 2013. Il est fondé par Nicolas Jaar, et fait partie de Clown and Sunset Aesthetics, une maison de production interdisciplinaire fondée par Nicolas Jaar et le producteur de films Noah Kraft. En 2013, le label est fermé par Nicolas Jaar pour laisser la place à Other People.

## Histoire
Nikita Quasim, Soul Keita et Nicolas Jaar se rencontrent au cours de l'été 2004 lors d'une excursion dans le désert de Sonora avec leurs écoles respectives. Bien qu'ils n'aient pas été intéressés l'un par l'autre au début, ils se rapprochent sont rapidement en raison de leur intérêt mutuel pour la musique,. En janvier 2009, le jour de son 19e anniversaire, Jaar décide d'officialiser ses efforts avec Quasim et Keita en fondant Clown and Sunset, un label qu'il crée pour partager la musique qu'il jugeait trop personnelle pour être diffusée par un autre label.
Les deux premiers disques de Clown and Sunset sont une série d'EP intitulés Sunset of a Clown, sortis respectivement en février et octobre 2009. Chaque EP contient une chanson de l'un des trois artistes fondateurs. L'EP suivant de Clown and Sunset, Russian Dolls, contient le morceau Russian Dolls de Jaar et un remix du DJ et producteur de Détroit Ryan Crosson. En décembre 2010, Clown and Sunset sort Inés, une compilation de dix titres. L'album est bien accueilli par les fans et les critiques, recevant une note de 7,7 sur 10 de Pitchfork. Après Inés, Clown and Sunset commence à élargir sa liste d'artistes. Alors que Nikita et Soul cherchaient des musiciens à intégrer au label, Jaar continue sur la lancée de 2010 en sortant son premier album Space is Only Noise, acclamé par la critique, recevant la mention « Best New Music » de Pitchfork. En juin 2011, Valentin Stip, pianiste et musicien français de musique électronique de formation classique, devient le premier nouvel artiste à faire ses débuts sur Clown and Sunset, en sortant un EP, Anytime Will Do, en juin 2011.
En février 2012, Jaar et Kraft présentent Clown and Sunset Aesthetics à New York lors d'un concert à guichets fermés au Music Hall of Williamsburg et d'une exposition improvisée de cinq heures au MoMA PS1. 

## Artistes
Ils comprennent : Nicolas Jaar, Darkside, Soul Keita, Nikita Quasim, Valentin Stip et Acid Pauli

## Discographie
- CS001 - Sunset of a Clown, Vol. 1 (2009)
- CS002 - Sunset of a Clown, Vol. 2 (2009)
- CS003 - Russian Dolls (2010)
- CS004 - Inés LP (2010)
- CS005 - Wouh (2010)
- CS006 - Anytime Will Do EP (2011)
- CS007 - Don't Break My Love EP (2011)
- CS008 - Darkside EP (2011)
- CS009 - MST LP (2012)